# Fungiidae
Fungiidae Dana, 1846 è una famiglia di madrepore della sottoclasse degli Esacoralli

## Descrizione
La famiglia comprende sia specie solitarie (p.es.Cycloseris e Fungia) che coloniali. Alcuni generi come Ctenactis e Herpolitha possono essere considerati come organismi solitari con molteplici bocche o come organismi coloniali. La maggior parte di esse (ad eccezione dei generi Cantharellus, Lithophyllon e Podabacia) vive adagiata sui fondali senza essere fissata al substrato.
I polipi di questa famiglia sono tra i più grandi esistenti potendo arrivare anche a 50 cm di diametro (Heliofungia spp.).

## Distribuzione e habitat
La famiglia è ampiamente diffusa nelle barriere coralline dell'Indo-Pacifico.

## Tassonomia
La famiglia comprende i seguenti generi:
- Cantharellus Hoeksema & Best, 1984
- Ctenactis Verrill, 1864
- Cycloseris Milne Edwards & Haime, 1849
- Danafungia Wells, 1966
- Fungia Lamarck, 1801
- Halomitra Dana, 1846
- Heliofungia Wells, 1966
- Herpolitha Eschscholtz, 1825
- Lithophyllon Rehberg, 1892
- Lobactis Verrill, 1864
- Pleuractis Verrill, 1864
- Podabacia Milne Edwards & Haime, 1849
- Polyphyllia Blainville, 1830
- Sandalolitha Quelch, 1884
- Sinuorota Oku, Naruse & Fukami, 2017
- Zoopilus Dana, 1846

### Alcune specie

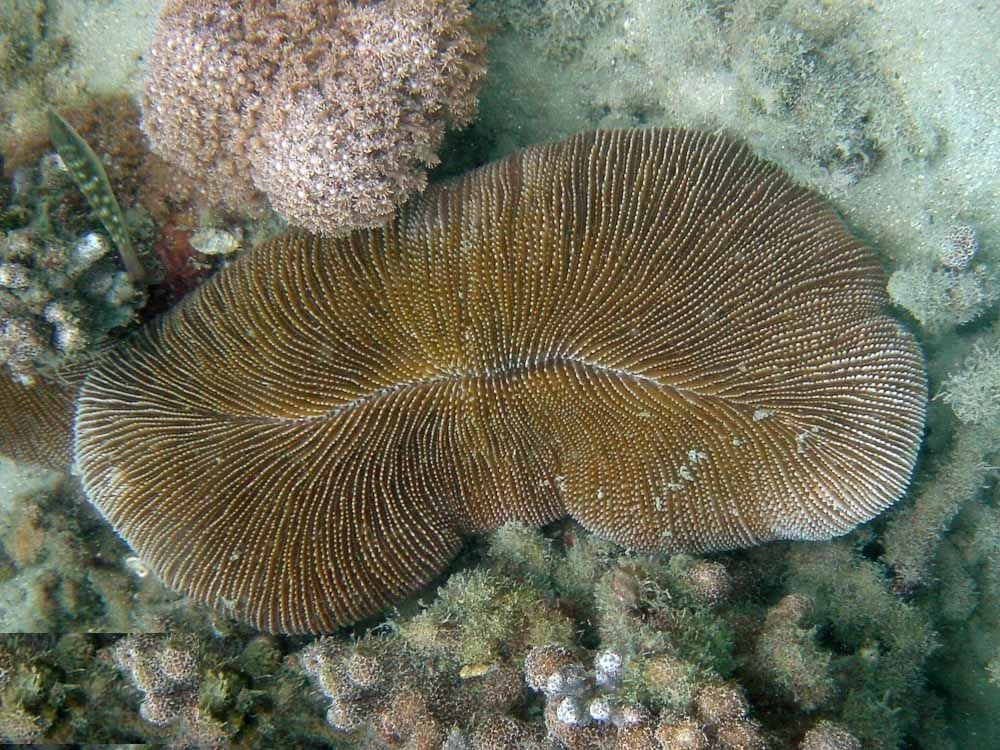
Ctenactis crassa
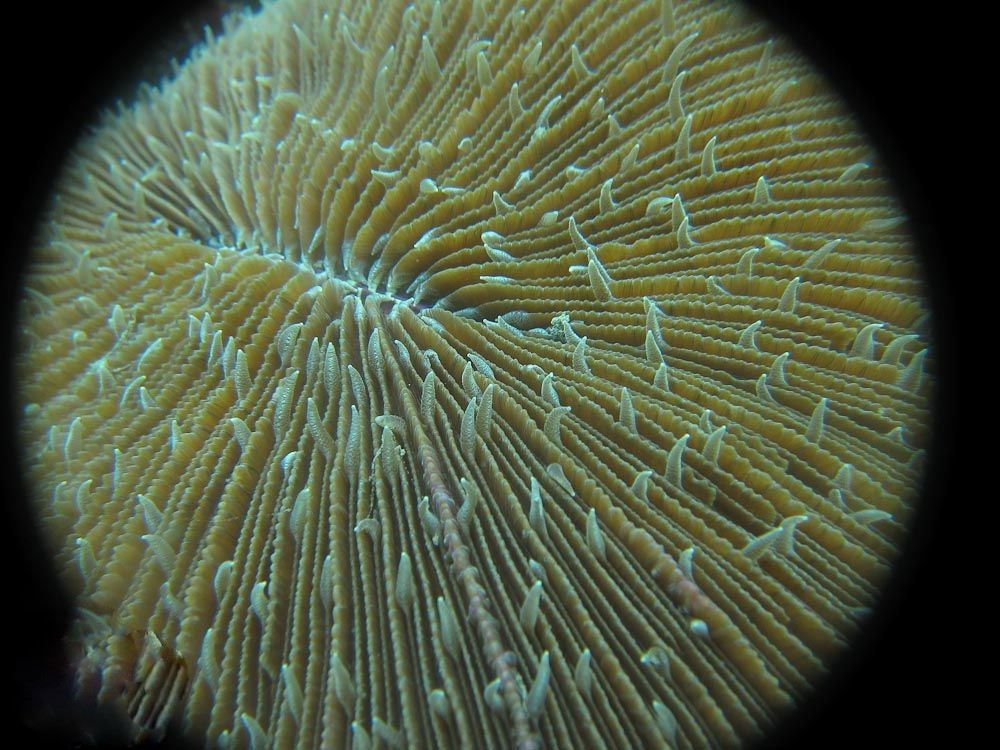
Fungia scutaria
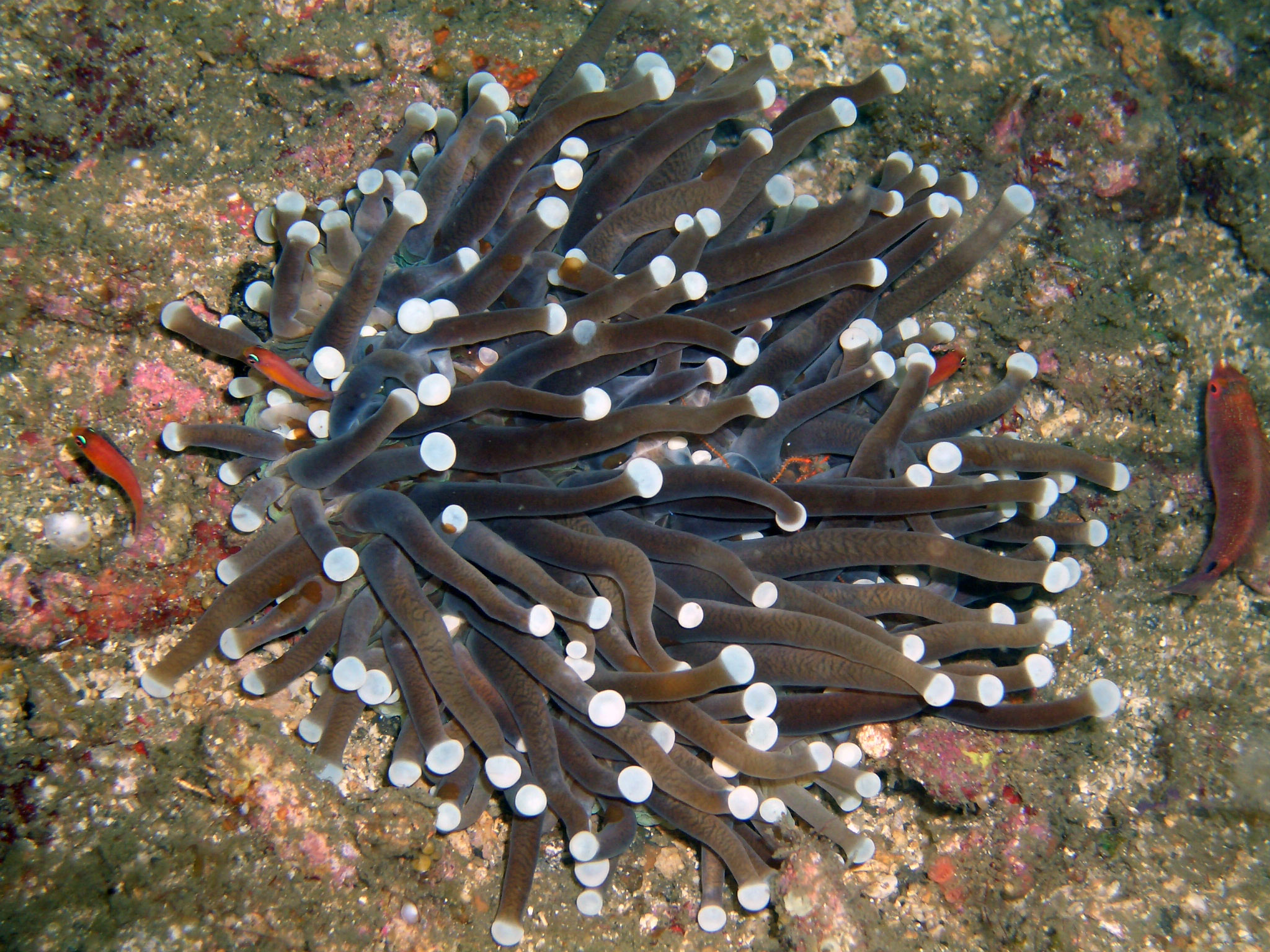
Heliofungia actiniformis
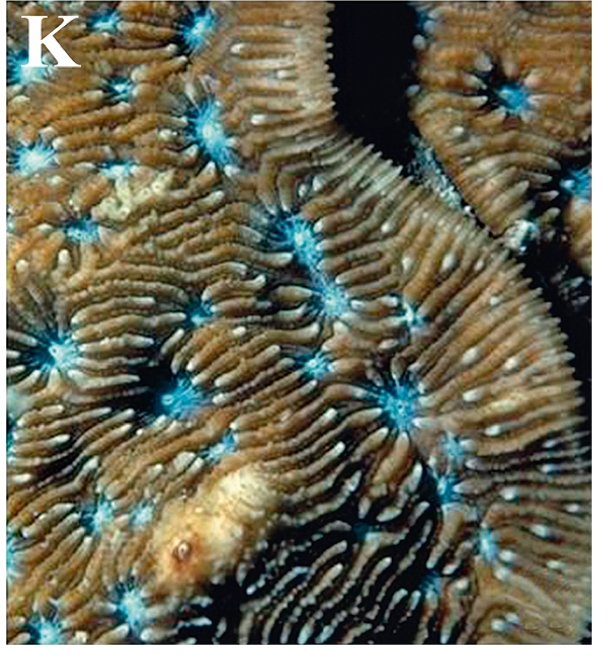
Lithophyllon undulatum
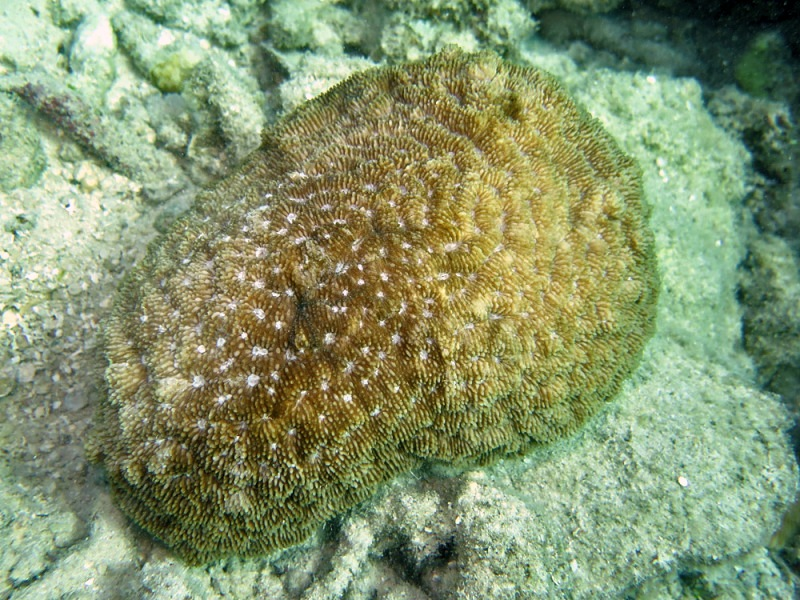
Sandalolitha robusta